# Panda, Gorilla & Co.
Panda, Gorilla & Co. ist eine Tier-Doku-Serie des RBB, die an den großen Erfolg von Elefant, Tiger & Co. anknüpft. In der Serie werden Geschichten aus dem Berliner Zoo und dem Tierpark Berlin erzählt.
Die Serie startete am 18. April 2006 mit 52 Folgen, obwohl ursprünglich nur 40 Folgen geplant waren. Wie das Vorbild Elefant, Tiger & Co. bietet auch Panda, Gorilla & Co. einen Blick hinter die Kulissen und begleitet Tierärzte und -pfleger bei ihrer täglichen Arbeit. Der Sprecher Olaf Baden lieh den Geschichten von Panda, Gorilla & Co. in den ersten sieben Staffeln seine Stimme. In der achten Staffel ist Stefan Kaminski zu hören. Die Sendung wurde von der DOKfilm Fernsehproduktion produziert. Die Redaktionsleitung in den ersten sieben Staffeln lag bei Sabine Preuschhof, für die achte Staffel übernahm Anja Hagemeier diese Aufgabe. Regie führten Anja Hagemeier und Jana von Rautenberg. Die Musik stammt von Tamás Kahane. Von 2006 bis 2016 entstanden in acht Staffeln insgesamt 372 Folgen mit einer Länge von jeweils etwa 50 Minuten.

## Veröffentlichungen
Obgleich Panda, Gorilla & Co. eine Serie des RBB ist, wurden alle Folgen der acht Staffeln im Ersten erstausgestrahlt. Die erste Staffel wurde erstmals vom 18. April bis zum 20. Juli 2006 gesendet. Durchschnittlich 1,81 Millionen Zuschauer sahen die 52 Folgen der ersten Staffel. Vom 3. Januar bis zum 3. März 2008 folgte die Erstausstrahlung der 40 Folgen der zweiten Staffel. Die 40 Folgen der dritten Staffel wurden vom 20. Januar bis zum 19. März 2009 veröffentlicht. Die vierte Staffel erschien erstmals vom 21. Mai bis zum 6. September 2010 und umfasst 60 Folgen.
Vom 24. August bis zum 20. Oktober 2011 wurde eine 40 Folgen umfassende fünfte Staffel veröffentlicht. Die sechste Staffel war erstmals vom 16. Juli bis zum 17. September 2013 zu sehen und enthält 45 Folgen. Die 40 Folgen der siebten Staffel wurden vom 16. Dezember 2014 bis zum 25. Februar 2015 erstausgestrahlt. Die achte Staffel erschien erstmals vom 2. Juni bis zum 23. September 2016 und besteht aus 55 Folgen.
Die DVD-Veröffentlichung der Serie erfolgte uneinheitlich. Das vorhandene Film-Material der ersten Staffel wurde neu zusammengeschnitten. Aus jeweils zehn Folgen (bzw. bei DVD 5 zwölf Folgen) wurden drei neue Folgen mit einer Laufzeit von ca. 50 Min zusammengesetzt. Einige weitere Szenen wurden als Bonusmaterial hinzugefügt. Es sind fünf DVDs erschienen, die als sogenanntes „Best of“ alle Folgen (1–52) der ersten Staffel abdecken. Von der zweiten Staffel erschienen bisher nur acht Folgen auf zwei DVDs, diese sind ungeschnitten und entsprechen der TV-Ausstrahlung.

## Weitere Sendungen
Zusätzlich zu den regulären Folgen gibt es diverse Specials, für die fast immer vorhandenes Filmmaterial neu zusammengeschnitten wurde. Vom 3. April bis zum 2. Juni 2014 veröffentlichte Das Erste eine 39 Folgen umfassende Staffel mit 29-minütigen Kurzfolgen der Serie, die ebenfalls aus Zusammenschnitten älterer Folgen besteht. Zudem strahlte der RBB vom 16. Juli bis zum 13. August 2017 unter dem Titel Sommerzeit mit Panda, Gorilla & Co. eine fünfteilige Miniserie mit 25-minütigen Folgen zum Thema aus.
Weiterhin wurden etliche Ableger-Serien zu Panda, Gorilla & Co. produziert, die sich auf die Tierkinder der Serie fokussieren. Am 10. Juli 2007 startete im RBB die zwölfteilige Miniserie Panda, Gorilla & Co. Junior, dessen Folgen eine Länge von jeweils etwas 15 Minuten besitzen und die auch auf DVD erhältlich sind. Der Fernsehsender KiKA veröffentlichte vom 29. Oktober 2007 bis zum 26. November 2010 eine Serie namens Zootierbabys mit 3-minütigen Kurzfolgen. Die 36 Folgen der vier Staffeln wurden im Rahmen der Kindersendung Unser Sandmännchen gezeigt.
Auch Arte veröffentlichte eine Miniserie über die Tierkinder im Berliner Zoo und Tierpark. Die Erstausstrahlung der fünf 43-minütigen Folgen fand vom 5. bis zum 9. April 2010 unter dem Titel Zoo-Babies statt. Am 4. Mai 2011 folgte im Vereinigten Königreich der Start der deutsch-britischen Koproduktion Berliner Zoo-Babys (Originaltitel: Zoo Juniors), eine Serie, für die bis 2017 70 halbstündige Folgen in sieben Staffeln produziert wurden. Die deutschsprachige Erstausstrahlung fand am 6. Oktober 2012 auf dem Sender Nat Geo Wild statt. Bisher wurden nur die ersten beiden Staffeln im deutschsprachigen Raum veröffentlicht.
Eine weitere Ableger-Serie von Panda, Gorilla & Co. sendete Das Erste vom 15. Februar 2014 bis zum 25. Juni 2016 unter dem Titel Zoobabies. Die Serie umfasst 30 45-minütige Folgen in zwei Staffeln und besteht ebenfalls aus Zusammenschnitten von Folgen der Originalserie. Zoobabies wurde zudem ein weiteres Mal umgeschnitten und als 25-Minuten-Format präsentiert. Die daraus entstandenen 40 25-minütigen Folgen wurden in zwei Staffeln vom 24. September 2014 bis zum 2. Februar 2016 ebenfalls auf Das Erste erstausgestrahlt.